# Yemen - Kampen for et lykkeligt arabien
Yemen - Kampen for et lykkeligt arabien er en dokumentarfilm instrueret af Søren Højdahl efter manuskript af Leif Rønby og Bodil Sejerøe.

## Handling
Filmen er lavet på DEN REJSENDE HØJSKOLE efter et studieophold i den Folkedemokratiske Republik Yemen i september - oktober 1973. Filmen beskæftiger sig med landets historiske baggrund, landets vanskeligheder på grund af lukningen af Suez-kanalen og englændernes udrejse, samt venstrefløjens overtagelse af magten juni 1969, hvorledes arbejderne overtager fabrikkerne og bønderne jorden.